# Lista pasagerilor și echipajului de la bordul lui LZ 129 Hindenburg în timpul ultimului zbor

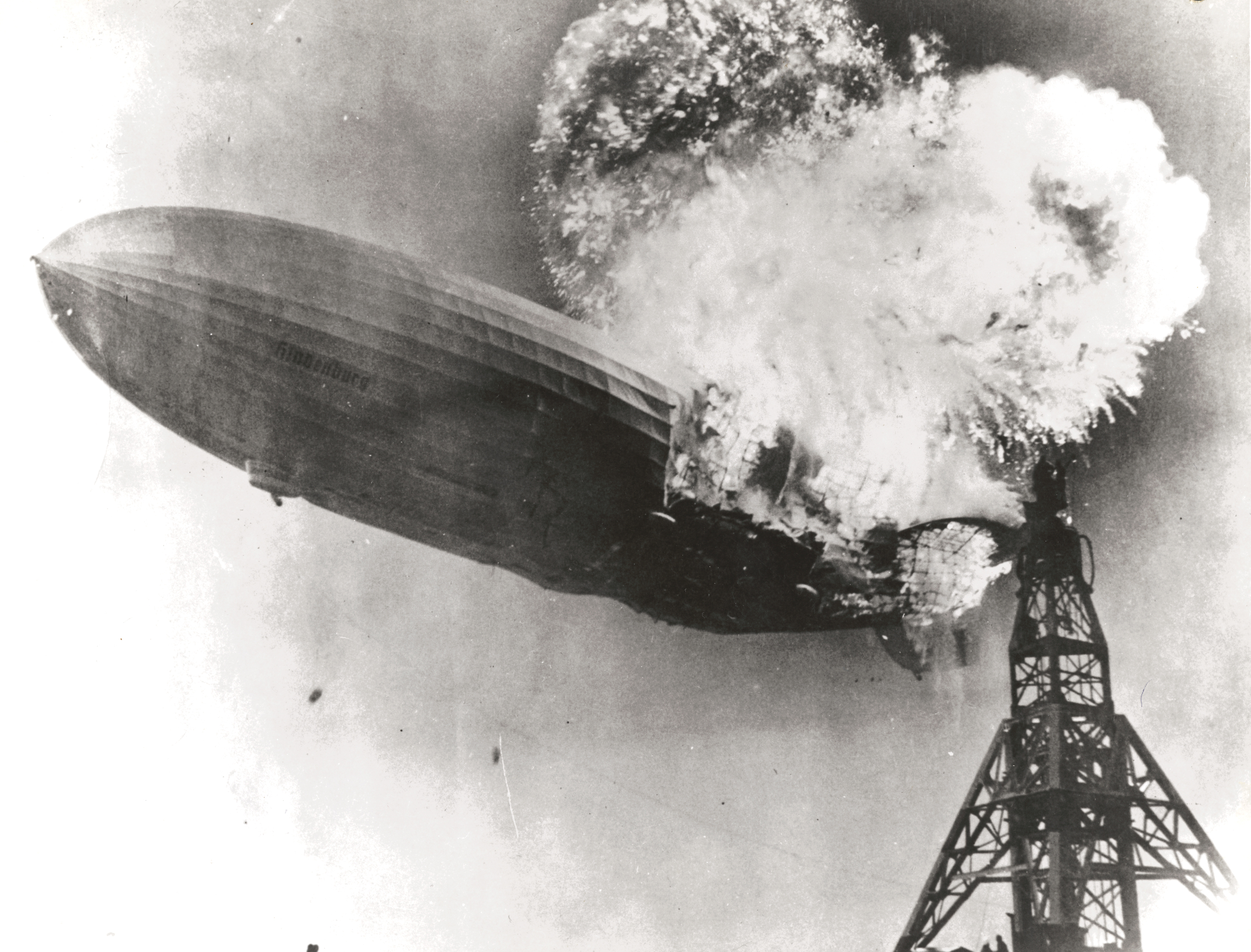
36 de oameni au pierit în incendiul care a cuprins Hindenburg la 6 mai 1937

Mai jos este o listă cu pasagerii și membrii ai echipajului aflați la bordul zeppelinului LZ 129 Hindenburg în ultima sa cursă de traversare a Atlanticului, 3-6 mai 1937, cursă încheiată cu o catastrofă.  Persoanele al căror nume este îngroșat au decedat la acea dată.
Lista conține numele celor 61 de membri ai echipajului și 36 de pasageri. Dintre acestea 13 pasageri și 22 de membri ai echipajului au murit.
În completarea listei, Allen Hagaman, unul din membrii personalului de la sol din Lakehurst, New Jersey, a fost de asemenea ucis în accident; Hagaman a fost singura pierdere umană care nu se afla la bordul lui Hindenburg  ca pasager sau membru al echipajului. Numărul total al victimelor a fost de 36.

## Echipaj
| - Căpitan Ernst Lehmann, Directorul Operațiunilor de Zbor, Deutsche Zeppelin Reederei - Căpitan Max Pruss, ofițer comandant - Căpitan Anton Wittemann - Căpitan Albert Sammt - Căpitan Heinrich Bauer - Căpitan Marie Rodgers - Walter Ziegler, ofițer de cart - Max Zabel, pilot - Christian Nielsen, pilot - Franz Herzog, pilot - Kurt Bauer, pilot - Willy Speck, ofițer șef comunicații - Herbert Dowe, ofițer comunicații - Franz Eichelmann, ofițer comunicații - Egon Schweikart, ofițer comunicații - Rudolf Sauter, inginer șef - Eugen Schäubel, ofițer inginer - Wilhelm Dimmler, ofițer inginer - Ludwig Felber, liftier - Ernst Huchel, liftier | - Eduard Boetius, liftier - Alfred Bernhard, cârmaci - Helmut Lau, cârmaci - Kurt Schönherr, cârmaci - Philip Lenz, electrician șef - Joseph Leibrecht, electrician - Ernst Schlapp, electrician - Walter Bahnholzer, mecanic - Eugen Bentele, mecanic - August Deutschle, mecanic - Rudy Bialas, mecanic - Jonny Doerflein, mecanic - Adolf Fischer, mecanic - Albert Holderried, mecanic - Richard Kollmer, mecanic - Robert Moser, mecanic - Alois Reisacher, mecanic - Theodor Ritter, mecanic - Raphael Schädler, mecanic - Willy Scheef, mecanic - Josef Schreibmüller, mecanic | - Wilhelm Steeb, mecanic - Alfred Stöckle, mecanic - German Zettel, mecanic - Ludwig Knorr, instalator șef - Hans Freund, instalator - Erich Spehl, instalator - Emilie Imhoff, stewardesă - Heinrich Kubis, steward șef - Wilhelm Balla, steward - Fritz Deeg, steward - Max Henneberg, steward - Severin Klein, steward - Eugen Nunnenmacher, steward - Max Schulze, steward - Dr. Kurt Rüdiger, doctorul navei - Xaver Maier, bucătar șef - Richard Müller, bucătar - Albert Stöffler, bucătar - Alfred Grözinger, bucătar - Fritz Flackus, bucătar - Werner Franz, camerist (singurul membru al echipajului încă în viață în 2009) |

## Pasageri
| - Leonhard Adelt, 56 ani, Dresda, (scriitor, invitat la bord de către compania Zeppelin) - Gertrud Adelt, 36 (D-na. Leonhard, scriitoare) - Ernst Rudolf Anders, 65, Dresda (comerciant de ceai) - Ferdinand Lammot "Peter" Belin, 24, Washington, D.C. (student) - Birger Brinck, Stockholm (correspondent) - Karl Otto Clemens, 28, Bonn, (fotograf) - Hermann Doehner, 50, Mexico City (importator de produse farmaceutice) - Matilda Doehner, 35 (soția lui Hermann, mama lui Irene, Walter și Werner) - Irene Doehner, 14 - Walter Doehner, 8 - Werner Doehner, 6 (singurul pasager încă în viață în 2007) - J. Burtis Dolan, 47, Chicago (importator de parfumuri) - Edward Douglas, 39, Newark, New Jersey, (director agenție de publicitate) - Fritz Erdmann (colonel al aviației germane; la bord cu misiunea de observator militar) - Otto Ernst, 70, Hamburg (negustor de bumbac) - Else Ernst, 62 (soția lui Otto) - Moritz Feibusch, 57, San Francisco (importator de mărfuri de lux) - George Grant, 63, Londra (director operațiuni navale) - Klaus Hinkelbein, (locotenent al aviației germane; la bord cu misiunea de observator militar) | - George Hirschfeld, 36, Bremen (negustor de bumbac) - Marie Kleemann, 61, Hamburg - Erich Knöcher, 38, Zeulenroda (importator) - William Leuchtenberg, 61, Larchmont, New York (vice-președinte al Industrial Manufacturing) - Philip Mangone, 57, New York (designer de modă) - Margaret Mather, 60, Roma (coafeză) - Nelson Morris, 46, Chicago (supervizor al Meat Packing/Stockyard Interests) - Herbert O'Laughlin, 28, Elgin, Illinois (director al Industrial Manufacturing) - Clifford Osbun, 39, Chicago (director al International Farm/Industrial Machinery Sales) - John Pannes, 61, Long Island (manager, Hamburg-America Steamship Line) - Emma Pannes, 60, (soția lui John) - Otto Reichhold, 40, Viena (reprezentant al Industrial Manufacturing) - Joseph Späh, 32, Long Island (acrobat/amfitrion; alături de ciobănescul său german Ulla) - Emil Stöckle, Frankfurt - Hans Vinholt, 65, Copenhaga (bancher retras din activitate) - Rolf von Heidenstamm, Stockholm, (ofițer de marină în retragere) - Hans Hugo Witt (maior al aviației germane; la bord cu misiunea de observator militar) |